# Casa de Mrnjavčević
La Dinastía Mrnjavčević (en serbio: Мрњавчевићи) fue una casa medieval noble serbia que existió durante el Imperio serbio, su caída, y los años subsecuentes cuando formó un estado en la región de Macedonia. La casa gobernó una provincia desde su capital en Prilep (en la actual Macedonia del Norte) desde 1365 hasta 1395.

## Miembros
- Mrnjava, tesorero de la reina Helena de Anjou

- Vukašin Mrnjavčević, Rey y Señor de los serbios y griegos, y de las Provincias Occidentales (1366-1371)

- Marko Mrnjavčević
- Andrijaš Mrnjavčević
- Ivaniš Mrnjavčević
- Dmitar Mrnjavčević
- Olivera

- Jovan Uglješa, Župan de Zahumlje, después déspota de Serres

- Tvrtko
- Uglješa
- Eupraxia

- Jelena
- Gojko Mrnjavčević